# Сельское поселение «Сохондинское»
Се́льское поселе́ние «Сохондинское» — муниципальное образование в Читинском районе Забайкальского края Российской Федерации.
Административный центр — село Сохондо.

## История
Статус и границы сельского поселения установлены Законом Читинской области от 19 мая 2004 года «Об установлении границ, наименований вновь образованных муниципальных образований и наделении их статусом сельского, городского поселения в Читинской области»

## Население
| 2010  | 2011  | 2012  | 2013  | 2014  | 2015  | 2016  |
| ----- | ----- | ----- | ----- | ----- | ----- | ----- |
| 1994  | ↗2006 | ↘1983 | ↘1939 | ↘1892 | ↘1860 | ↘1795 |
| 2017  | 2018  | 2019  | 2020  | 2021  |       |       |
| ↘1722 | ↘1670 | ↘1669 | ↘1625 | ↘1231 |       |       |

## Состав сельского поселения
| № | Населённый пункт | Тип населённого пункта          | Население |
| - | ---------------- | ------------------------------- | --------- |
| 1 | Гонгота          | посёлок железнодорожной станции | ↘463      |
| 2 | Сохондо          | село, административный центр    | ↘960      |
| 3 | Тургутуй         | село                            | ↘15       |
| 4 | Ягодный          | посёлок                         | ↘164      |